# Ван Сволл, Христоффел
Христоффел Ван Сволл (нидерл. Christoffel van Swol; 25 апреля 1668, Амстердам , Голландская республика — 12 ноября 1718, Батавия, Голландская Ост-Индия) — нидерландский колониальный чиновник и администратор, генерал-губернатор Голландской Ост-Индии (17 ноября 1713 — 12 ноября 1718).

## Биография
Родился в семье амстердамского банкира. Поступил на службу в Голландскую Ост-Индийскую компанию и в декабре 1683 года отплыл в Батавию на корабле «Juffrouw Anna» . В июне следующего года прибыл в Ост-Индию, начал работу в Генеральном Секретариате компании. В 1700 году — советник, в 1701 году — действительный советник при Совете Индий. После назначения на должность генерал-губернатора Яна ван Хорна, ван Сволл был одним из тех, кого тот пригласил войти в состав его правительства.
17 ноября 1713 г. Х. Ван Сволл был назначен компанией на должность 17-го генерал-губернатора Голландской Ост-Индии.
На этом посту Х. Ван Сволл пытался бороться с незаконной торговлей, выступал против значительного расширения территорий Голландской Ост-Индии, так как считал, что она станет неуправляемой. Неожиданно на треть снизил цену, которую китайцы получали за чай. В результате объемы торговли чаем, а также торговли фарфоровой посудой многократно снизились на долгие годы.
Через четыре года 12 ноября 1718 г. Х. Ван Сволл умер. Был похоронен в амстердамской церкви Вестеркерк.